# جامعة فينيتسا الوطنية التقنية
جامعة فينيتسا الوطنية التقنية (بالأوكرانية: Вінницький Національний Технічний Університет) , وهي إحدى الجامعات الرصينة في أوكرانيا واحدة من المؤسسات العلمية تقع في مدينة فينيتسا انشئت الجامعة عام 1960

## الكليات
- الهندسة الكهربائية
- هندسة السيارات
- الهندسة الميكانيكية
- الهندسة الحرارية
- هندسة الطاقة
- الهندسة الإذاعية
- الهندسة البيئية
- إدارة الأعمال
- الذكاء الاصطناعي
- هندسة التحكم
- هندسة الالكترونيات
- الكلية التحضيرية
- هندسة الحاسوب[4]